# Germigny (Marne)
Germigny ist eine französische Gemeinde mit 184 Einwohnern (Stand 1. Januar 2022) im Département Marne in der Region Grand Est (vor 2016 Champagne-Ardenne). Sie gehört zum Arrondissement Reims und zum Kanton Fismes-Montagne de Reims.

## Geographie
Germigny liegt etwa 14 Kilometer westlich von Reims.
Nachbargemeinden von Germigny sind Rosnay im Norden, Janvry im Osten und Südosten, Méry-Prémecy im Süden, Bouleuse im Südwesten sowie Treslon im Westen.

## Bevölkerungsentwicklung
| Jahr                       | 1962 | 1968 | 1975 | 1982 | 1990 | 1999 | 2006 | 2018 |
| Einwohner                  | 101  | 105  | 127  | 149  | 186  | 207  | 195  | 178  |
| Quellen: Cassini und INSEE |      |      |      |      |      |      |      |      |

## Sehenswürdigkeiten

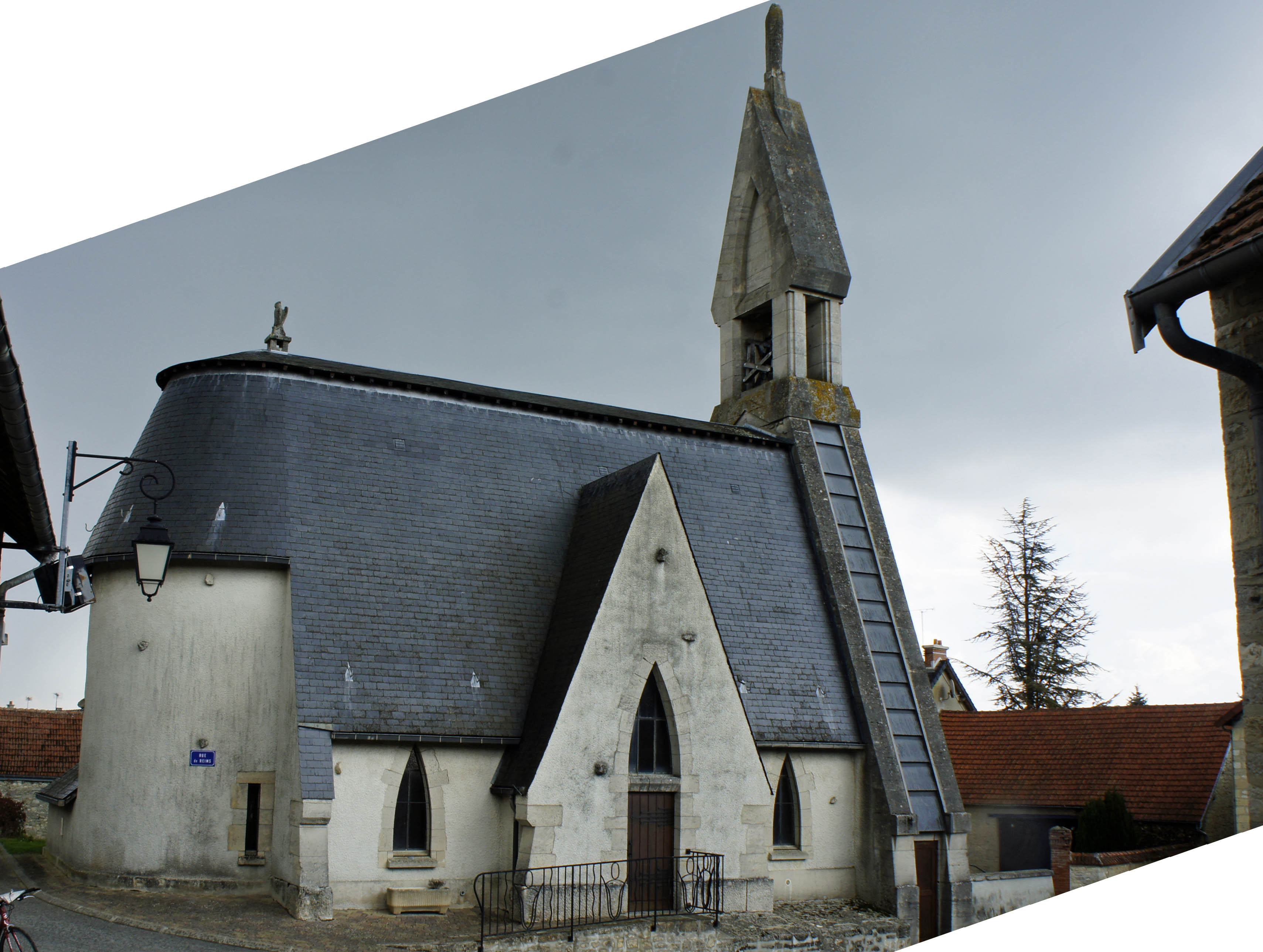
Kirche Notre-Dame

- Kirche Notre-Dame